# Buchenavia amazonia
Buchenavia amazonia är en tvåhjärtbladig växtart som beskrevs av Alwan och C.A. Stace. Buchenavia amazonia ingår i släktet Buchenavia och familjen Combretaceae. Inga underarter finns listade i Catalogue of Life.